# Бучумень (комуна, Галац)
Бучумень, Бучумені (рум. Buciumeni) — комуна у повіті Галац в Румунії. До складу комуни входять такі села (дані про населення за 2002 рік):
- Бучумень (1122 особи)
- Візурешть (448 осіб)
- Текучелу-Сек (549 осіб)
- Хенцешть (555 осіб)

Комуна розташована на відстані 198 км на північний схід від Бухареста, 85 км на північний захід від Галаца, 130 км на південь від Ясс, 136 км на схід від Брашова.

## Населення
За даними перепису населення 2002 року у комуні проживали 2674 особи. Усі жителі комуни рідною мовою назвали румунську.
Національний склад населення комуни:
| Національність | Кількість осіб | Відсоток |
| -------------- | -------------- | -------- |
| румуни         | 2455           | 91,8%    |
| цигани         | 219            | 8,2%     |

Склад населення комуни за віросповіданням:
| Релігія       | Кількість осіб | Відсоток |
| ------------- | -------------- | -------- |
| православні   | 2656           | 99,3%    |
| реформати     | 5              | 0,2%     |
| бретрени      | 5              | 0,2%     |
| римо-католики | 4              | 0,1%     |
| адвентисти    | 4              | 0,1%     |

## Зовнішні посилання
- Дані про комуну Бучумень на сайті Ghidul Primăriilor [Архівовано 15 травня 2012 у Wayback Machine.]